# Am5x86

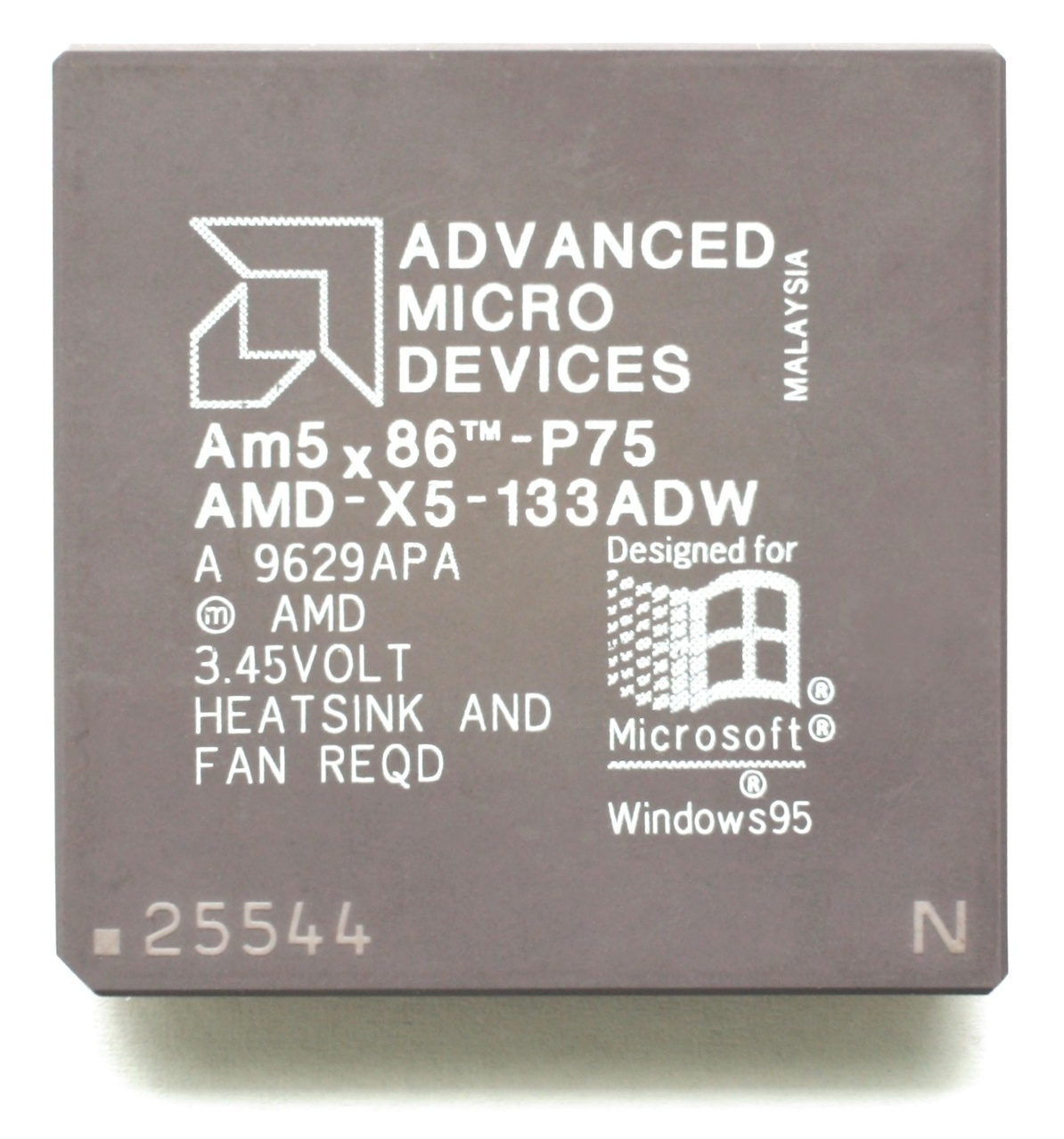

Am5x86 프로세서는 1995년 11월 AMD가 486급 컴퓨터 시스템에 사용하기 위해 발표한 x86 호환 CPU이다. 1995년 12월에 출하를 시작했으며 기본 가격은 대량 주문 시 단위당 93달러이다. 출시되기 전에는 코드명 "X5"로 개발 중이었다.

## 사양
Am5x86(5x86-133, Am5x86, X5-133이라고도 하며 킹스톤 테크놀로지 "Turbochip"과 같은 다양한 타사 레이블로 판매됨)은 내부적으로 4의 배율이 설정된 향상된 Am486 프로세서이다. 클럭 곱셈 DX2 또는 DX4 486 프로세서에 대한 공식 지원이 없는 시스템에서는 133MHz로 실행된다. 모든 Enhanced Am486과 마찬가지로 Am5x86은 후기입(write-back) L1 캐시를 특징으로 하며 일부를 제외하고는 일반적인 8KB가 아닌 16KB의 넉넉한 용량을 제공한다. 희귀한 150MHz 등급 OEM 부품도 AMD에서 출시되었다.
4의 클럭 배율을 갖는 것은 원래 소켓 3 설계의 일부가 아니기 때문에(그리고 486에는 단일 CLKMUL 핀만 있음) AMD는 5x86이 마더보드에서 2x 설정을 받아들이고 대신 4x 속도로 작동하도록 만들었다. Am5x86을 사용하는 경우 마더보드를 2x 설정으로 설정해야 한다. 칩은 실제로 소켓 1이나 2 또는 원래의 168핀 80486 소켓과 같은 구형 486 소켓에 물리적으로 맞지만, AMD 칩은 3.45V에서 작동하므로 이를 위해서는 교체용 전압 조정기가 필요하다.
클럭 속도와 상대적으로 큰 16KB 후기입 L1 캐시의 조합으로 5x86은 벤치마크의 정수 연산에서 인텔 펜티엄 75MHz 프로세서와 같거나 약간 더 높다. 그러나 실제 성능은 최신 윈도우 운영 체제와 펜티엄 75MHz를 선호하는 FPU에 민감한 게임에 따라 다르다. 순수한 486 디자인을 기반으로 하기 때문에 이전 시스템과 호환되지만 약간 더 빠른 라이벌인 Cyrix Cx5x86에는 문제가 있다. CPU는 일반적으로 160MHz로 오버클럭되어 펜티엄 90MHz 시스템과 유사한 성능을 제공한다. 이 CPU의 소켓 버전에는 네 가지 주요 버전이 있으며 서로 다른 위치에서 제조된다. 일반적인 ADW 종류와 최신 ADY, ADZ 및 BGC가 있다. 최신 모델은 더 높은 온도 등급을 받고 오버클럭에 더 관대했기 때문에 선호되는 칩 버전이었다.
Am5x86은 논란의 여지가 있는 PR 등급을 최초로 사용했다. 5x86은 벤치마크에서 펜티엄 75MHz 프로세서와 동일하기 때문에 AMD는 나중에 이 칩을 "Am5x86-P75"로 판매했다.
Am5x86의 판매는 AMD K5의 생산이 장기간 지연되어 회사의 수익성이 위협받고 있던 당시 AMD의 중요한 수익원이었다.
AMD는 1999년까지 일반 PC 시스템용 Am5x86 프로세서를 제조했다. 보급형 데스크탑 시스템에 인기가 있었고 다양한 노트북 모델에 등장했으며 구형 486 시스템용 업그레이드 프로세서로 별도로 판매되기도 했다. 몇몇 회사는 전압 조정기와 소켓 변환기를 갖춘 AMD 5x86으로 업그레이드 키트를 만들었다. 이를 통해 지금까지 생산된 거의 모든 소켓 486 마더보드에서 사용할 수 있다. 몇몇 회사에서는 납땜된 486 CPU를 교체하여 구형 486 노트북에 대한 업그레이드도 제공했다. 이 칩은 나중에 Acorn RiscPC "PC 카드" 두 번째 프로세서에도 사용되었다. RiscPC의 OpenBus 메모리 인터페이스는 32비트에 불과했기 때문에 펜티엄이 쉽게 인터페이스할 수 없었다. 인텔의 고가인 486 시스템용 펜티엄 오버드라이브는 호환성 문제가 많은 귀찮은 CPU이므로 사용되지 않는다. 따라서 5x86은 RiscPC 윈도우 성능의 절정을 제공했다.
이 칩은 임베디드 컨트롤러에 널리 사용되었기 때문에 오랫동안 생산되었다. 5x86 제품군의 파생 제품 중 하나는 AMD에서 판매하는 SoC 00200 마이크로 컨트롤러의 AMD Élan SC520 제품군에 사용되는 코어이다. 이는 원래 Cisco PIX 501 모델을 강화한다.